# Raorchestes
Raorchestes es un género de anfibios anuros de la familia Rhacophoridae que se distribuyen entre el sur y el este de Asia. Muchas de sus especies estaban anteriormente incluidas en el género Philautus.

## Lista de especies

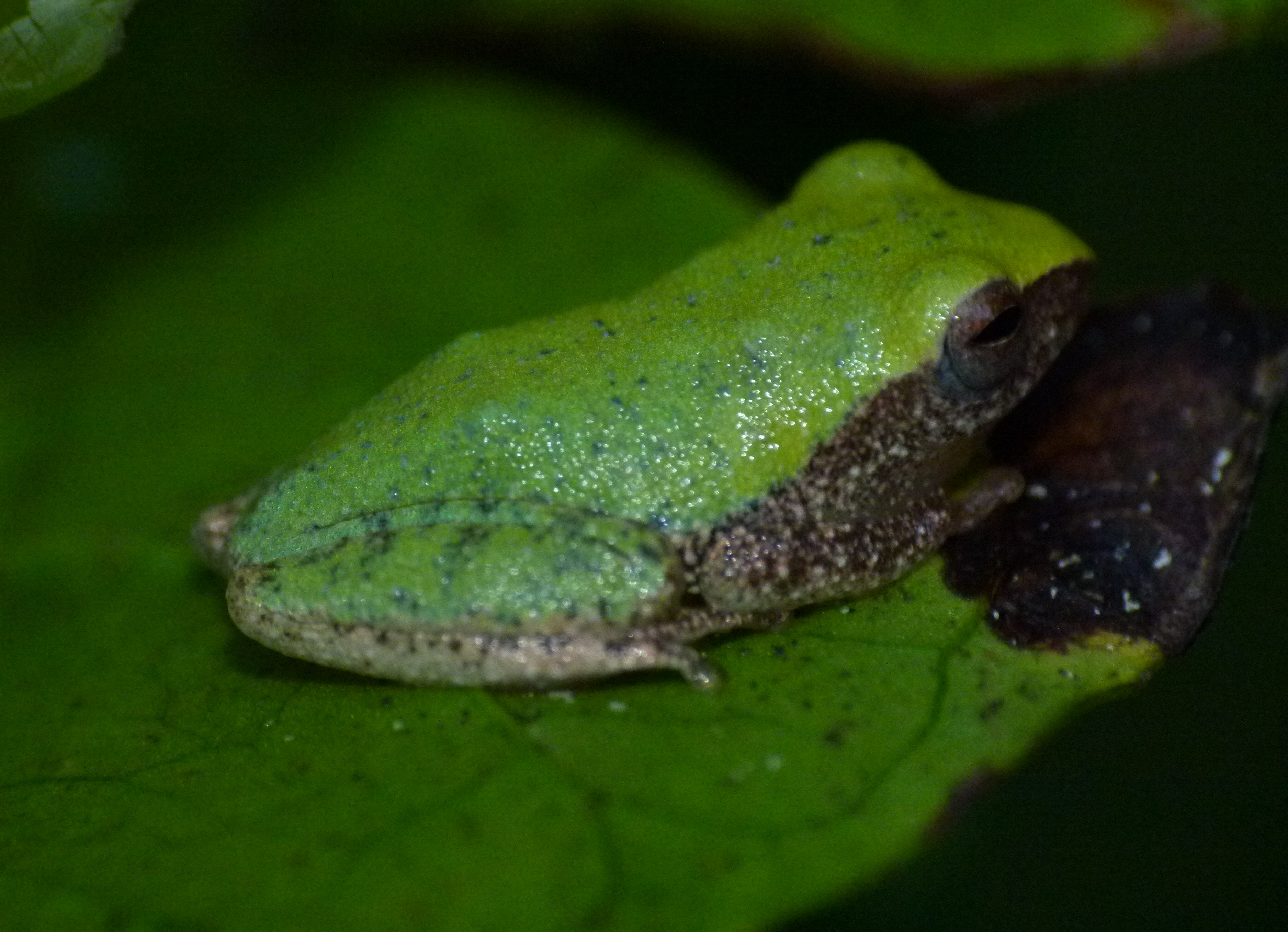
Raorchestes akroparallagi

Se reconocen las siguientes 66 especies:
- Raorchestes agasthyaensis[2] Zachariah, Dinesh, Kunhikrishnan, Das, Raju, Radhakrishnan, Palot &, Kalesh, 2011
- Raorchestes akroparallagi (Biju & Bossuyt, 2009)
- Raorchestes anili (Biju & Bossuyt, 2006)
- Raorchestes annandalii (Boulenger, 1906)
- Raorchestes archeos[3] Vijaykumar, Dinesh, Prabhu & Shanker, 2014
- Raorchestes aureus[3] Vijaykumar, Dinesh, Prabhu & Shanker, 2014
- Raorchestes asakgrensis[4] Naveen, Chandramouli & Babu, 2024
- Raorchestes beddomii (Günther, 1876)
- Raorchestes blandus[3] Vijaykumar, Dinesh, Prabhu & Shanker, 2014
- Raorchestes bobingeri (Biju & Bossuyt, 2005)
- Raorchestes bombayensis (Annandale, 1919)
- Raorchestes chalazodes (Günther, 1876)
- Raorchestes charius (Rao, 1937)
- Raorchestes chlorosomma (Biju & Bossuyt, 2009)
- Raorchestes chotta (Biju & Bossuyt, 2009)
- Raorchestes chromasynchysi (Biju & Bossuyt, 2009)
- Raorchestes coonoorensis (Biju & Bossuyt, 2009)
- Raorchestes crustai[2] Zachariah, Dinesh, Kunhikrishnan, Das, Raju, Radhakrishnan, Palot &, Kalesh, 2011
- Raorchestes dubois (Biju & Bossuyt, 2006)
- Raorchestes echinatus[3] Vijaykumar, Dinesh, Prabhu & Shanker, 2014
- Raorchestes flaviocularis[3] Vijaykumar, Dinesh, Prabhu & Shanker, 2014
- Raorchestes flaviventris (Boulenger, 1882)
- Raorchestes ghatei[5] Padhye AD, Sayyed A, Jadhav A,Dahanukar, 2013
- Raorchestes glandulosus (Jerdon, 1854)
- Raorchestes graminirupes (Biju & Bossuyt, 2005)
- Raorchestes griet (Bossuyt, 2002)
- Raorchestes gryllus (Smith, 1924)
- Raorchestes hassanensis (Dutta, 1985)
- Raorchestes hekouensis Du, Xu, Liu & Yu, 2024[6]
- Raorchestes honnametti[7] Gururaja, Priti, Roshmi & Aravind, 2016
- Raorchestes indigo[3] Vijaykumar, Dinesh, Prabhu & Shanker, 2014
- Raorchestes jadoh Warjri, Purkayastha, Lalremsanga & Das, 2025[8]
- Raorchestes jakoid Warjri, Purkayastha, Lalremsanga & Das, 2025[8]
- Raorchestes jayarami (Biju & Bossuyt, 2009)
- Raorchestes johnceei[2] Zachariah, Dinesh, Kunhikrishnan, Das, Raju, Radhakrishnan, Palot &, Kalesh, 2011
- Raorchestes kadalarensis[2] Zachariah, Dinesh, Kunhikrishnan, Das, Raju, Radhakrishnan, Palot &, Kalesh, 2011
- Raorchestes kaikatti (Biju & Bossuyt, 2009)
- Raorchestes kakachi[9] Seshadri, Gururaja & Aravind, 2012
- Raorchestes lechiya Zachariah, Cyriac, Chandramohan, Ansil, Mathew, Raju & Abraham, 2016
- Raorchestes leucolatus[3] Vijaykumar, Dinesh, Prabhu & Shanker, 2014
- Raorchestes longchuanensis (Yang & Li, 1978)
- Raorchestes luteolus (Kuramoto & Joshy, 2003)
- Raorchestes malipoensis Huang, Liu, Du, Bernstein, Liu, Yang, Yu & Wu, 2023[10]
- Raorchestes manipurensis (Mathew & Sen, 2009)
- Raorchestes manohari[2] Zachariah, Dinesh, Kunhikrishnan, Das, Raju, Radhakrishnan, Palot &, Kalesh, 2011

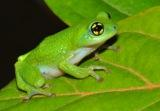
Raorchestes chalazodes

- Raorchestes marki (Biju & Bossuyt, 2009)
- Raorchestes menglaensis (Kou, 1990)
- Raorchestes munnarensis (Biju & Bossuyt, 2009)
- Raorchestes nerostagona (Biju & Bossuyt, 2005)
- Raorchestes ochlandrae (Gururaja, Dinesh, Palot, Radhakrishnan & Ramachandra, 2007)
- Raorchestes parvulus (Boulenger, 1893)
- Raorchestes ponmudi (Biju & Bossuyt, 2005)
- Raorchestes primarrumpfi[3] Vijaykumar, Dinesh, Prabhu & Shanker, 2014
- Raorchestes ravii[2] Zachariah, Dinesh, Kunhikrishnan, Das, Raju, Radhakrishnan, Palot &, Kalesh, 2011
- Raorchestes resplendens Biju, Shouche, Dubois, Dutta & Bossuyt, 2010
- Raorchestes sahai (Sarkar & Ray, 2006)
- Raorchestes shillongensis (Pillai & Chanda, 1973)
- Raorchestes signatus (Boulenger, 1882)
- Raorchestes silentvalley Zachariah, Cyriac, Chandramohan, Ansil, Mathew, Raju & Abraham, 2016
- Raorchestes sushili (Biju & Bossuyt, 2009)
- Raorchestes terebrans (Das & Chanda, 1998)

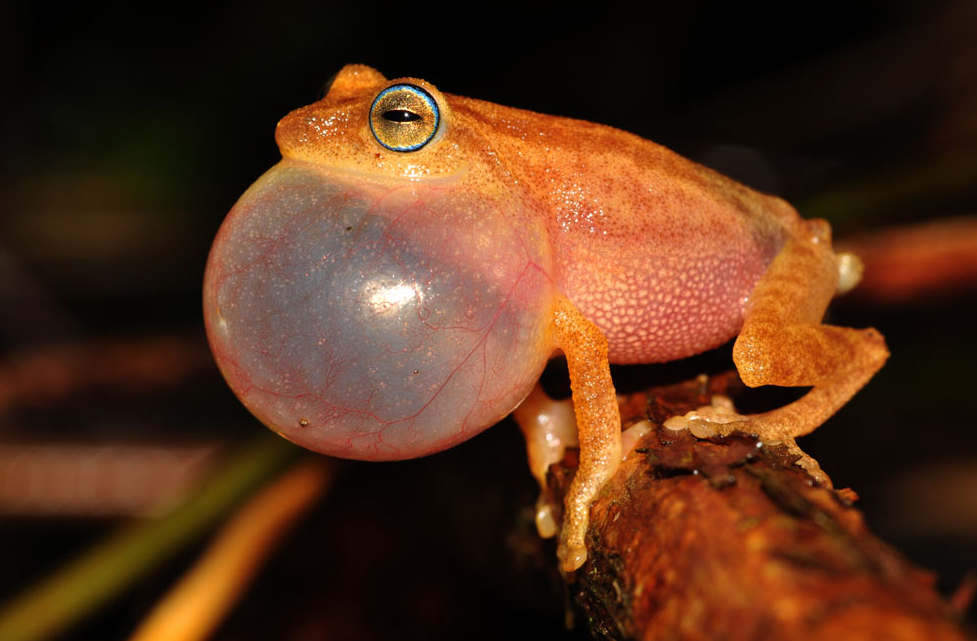
Macho de Raorchestes luteolus cantando.

- Raorchestes theuerkaufi[2] Zachariah, Dinesh, Kunhikrishnan, Das, Raju, Radhakrishnan, Palot &, Kalesh, 2011
- Raorchestes thodai[2] Zachariah, Dinesh, Kunhikrishnan, Das, Raju, Radhakrishnan, Palot &, Kalesh, 2011
- Raorchestes tinniens (Jerdon, 1854)
- Raorchestes travancoricus (Boulenger, 1891) (extinta)[11]
- Raorchestes tuberohumerus (Kuramoto & Joshy, 2003)
- Raorchestes uthamani[2] Zachariah, Dinesh, Kunhikrishnan, Das, Raju, Radhakrishnan, Palot &, Kalesh, 2011

## Publicación original
- Biju, S. D., Y. S. Shouche, A. Dubois, S. K. Dutta & F. Bossuyt. 2010. A ground-dwelling rhacophorid frog from the highest mountain peak of the Western Ghats of India. Current Science, vol.98, p.1119-1125 (texto íntegro).